# ヤプール人
ヤプール人（ヤプールじん）は、特撮テレビドラマ『ウルトラマンA』をはじめとする「ウルトラシリーズ」に登場する架空の異次元人。単にヤプールと呼ばれることも多い。別名は異次元人。

## 能力・特徴
『ウルトラマンA』に登場した架空の異次元人。「ウルトラシリーズ」としては初の、番組全体を通じて登場する悪役であり、テーマ曲の歌詞にも登場している。
「宇宙の悪魔」と称され、異次元空間を支配する正体不明の知的生命体で、地球生物に宇宙怪獣や異次元生物を合成・改造する「超獣製造機」を用いて製造した超獣を三次元世界（地球）へ送り込み、地球を我が物にしようと企む侵略者。配下にはギロン人やマザロン人など、多くの宇宙人や異次元人をエージェントとして従えている。
歪んだ異次元の時空の中でうごめく頭部のとがった影法師のような姿で現れ、リーダー格は頭部や腹部に装飾を施している。言動は基本的に冷静沈着であるが、『A』第17話で南夕子に作戦が露見した際には焦る様子を見せたり、ブラックピジョンにTACを倒すよう命令する際は高揚した一面も見せる。また、己の呼称に「私」「わし」「俺」「我ら」を使うなど複数の人格が確認されるが、意識は共有されていることが示唆されている。
異次元のゲートを自在に開閉できる能力を持つ。これにより、自身や配下の超獣の出入りはおろか、『ウルトラマンメビウス』第43話や『ウルトラマンデッカー』第18話では地面や空にゲートを開いて標的を異次元へ引きずり込んでおり、『ウルトラマンZ』においてヤプールの怨念から誕生したバラバは、戦闘で防御やカウンター等に活用している。
高度な変身能力も有しており、姿を変化させて暗躍したり欺いたりすることにも長けている（詳細は後述を参照）。
性格はきわめて卑劣かつ陰湿で執念深く、ウルトラ戦士たちを精神的に追い詰めて苦しめる策をたびたび実行する。人間のことを総じて下等な存在と見下しているが、人間が抱く憎悪、欲望、猜疑心などのマイナス面に着目し、『A』第4話に登場する劇画作家の久里虫太郎や『メビウス』第44話に登場する悪徳記者のヒルカワ・ミツヒコなど、邪心やエゴに満ち溢れる悪人たちを甘言で唆しては作戦に利用している。その非道さゆえ、Aからは「本物の悪魔」、『メビウス』劇場版の予告やCMでは「ウルトラシリーズ最凶の悪魔」と称されており、後年の『デッカー』の作中では「暗黒から生まれし不滅の悪魔」と自称している。
人間の持つ負の心（特に恐怖や絶望）を好んで自らのエネルギー源としているため、完全に倒すことは不可能であるとされる。『A』第23話で一度は滅ぼされるが、不滅の怨念によって『A』の終盤や『ウルトラマンタロウ』、『メビウス』などで復活を遂げているうえ、ギャラクシークライシス以降はM78世界以外のウルトラシリーズの世界にも出現し、それまでAたちとは無縁だった別世界のウルトラ戦士たちをも苦しめていることから、「ヤプール」の名や存在は世界間を越えて知れ渡るようになっている。
- 声：高田裕史[5]
- 名前は沼正三の小説作品『家畜人ヤプー』から来ている[6]。
- 『A』の企画段階の『ウルトラファイター』では市井に潜んで怪獣を操る竹中博士、『ウルトラV』では超獣（地球上の生物と宇宙生物の合成生物であり、完成作品の超獣と同じ設定）を操るサタン星人がレギュラーの敵として設定されており[7][8]、これらがヤプールの前身となっている。
- 等身大時のスーツはレボール星人に流用された[9]。
- 異次元の表現の撮影プロセスは、TAC作戦室のセットにて着ぐるみ撮影を行い、[要出典]ネガポジ反転で映像処理を施したものである[10]。
- 井口昭彦による初稿デザイン[11]では、魚のミノカサゴのような姿だった[12]。
- 2014年には『HGウルトラシレイ』でフィギュア化された[13]。

### 『ウルトラマンデッカー』に登場するヤプール
『ウルトラマンデッカー』第18話「異次元からのいざない」、第19話「月面の戦士たち」に登場。
光に与する者たちへの計り知れない怨念があると思われる謎の異次元人であり、歪んだ空間に遮られて揺らめく人影のような姿をしている。
第18話では、TPUの偵察部隊に追われるバズド星人アガムスを衝撃波で救い、彼と結託してアリブンタを出現させ、テラフェイザーと連携してウルトラマンデッカーを倒そうと目論む。アリブンタを倒された後には、空間を割って異次元ゲートへデッカーを引き込み、地球外に追放する。
第19話では、TPU月面基地を探索中のアスミカナタとマナカケンゴに、機能停止状態で無造作に倒れていたゾンボーグ兵を再起動させるなどして襲いかかるが、カナタとケンゴを襲っていたスフィアソルジャーに自身も襲われ、自我が崩壊するまで記憶を奪われてしまう。最後は徘徊していたところを、等身大サイズで戦っていたデッカーのセルジェンド光線とウルトラマントリガーのゼペリオン光線の斉射に遭い、雲散霧消した。
- スーツアクター：桑原義樹[15]
- 声：菊池康弘[17]
  - ヤプール人が今後も登場する際にはレギュラーで声優が必要となることから、Amazon Prime Videoの海外配信ドラマ『ザ・ボーイズ』でスタン・エドガー役のジャンカルロ・エスポジートの吹き替えを担当していた掴みどころない怪しい声であった菊池にオファーを掛けたという[10]。
- 第18話・第19話の監督を担当した坂本浩一からのオーダーで、「巨大ヤプール」ではなく「ヤプール人」を登場させることとなった[10]。等身大のヤプール人の姿での登場は『A』の本放送以来50年ぶりであり[18]、第18話放送直後のTwitterの日本トレンドでは第6位を記録した[19]。
- スーツは新規造形で、映像ではエフェクト処理を施している[10]。『A』当時の資料が現存していなかったため、同作品の映像を見て当時のスーツを想像しながら制作した[10]。原典ではネガポジ反転でスーツは緑色だったという説があったが、本作品では紫色となっている[10]。合成前提ではあるが、スーツでも不思議な感じやモヤモヤ感を出したいという気持ちがあったため、ただのタイツではなく、色味が見る角度によって変わるベロアの生地を使っている[10]。

## 異次元超人 巨大ヤプール
地球に送り込んだ超獣がAとTACにすべて倒されたため、自らの手でAを倒すべく全ヤプール人が合体・巨大化した姿。全身が赤く上半身には棘（とげ）が生え、右手先端は小型の鎌状となっている。
ヤプール人の意識集合体・戦闘形態ともいうべき存在であり、『A』以後の映像作品に登場するヤプールは（怨念体であっても）この姿で登場することが多い。
- デザインは鈴木儀雄が担当した[20][21]。モチーフはカニと閻魔大王[22][23]。複雑な面構成の頭部、二又に分かれた目尻に放射状のラインが眼球に走る目の意匠、上半身のトゲ、四肢の粒状のディテール、腹部の体毛など、鈴木が多用するディテールが特に多く取り入れられており、ライターの鴬谷五郎は「鈴木デザインの象徴」と評しているほか、鈴木自身も気に入った1体に挙げている[20][24]。

### 『ウルトラマンA』に登場する巨大ヤプール
『ウルトラマンA』第23話「逆転！ ゾフィ只今参上」に登場。
ヤプール老人によって多くの子供たちを異次元に連れ去り、最終的に人類を絶滅へ追いやろうと画策。Aが異次元空間にいる自身の元へ現れると、ヤプール人の姿から巨大ヤプールへと変わり、最後の対決に挑む。鎌状の右手から発射する多彩な破壊光線に加え、火炎を発生させる、体の周囲に強力なバリヤーを張り巡らせるなどのさまざまな能力でAと激戦を繰り広げるが最後はメタリウム光線を受けて敗北し、「地球の奴らめ、覚えていろ…ヤプール死すとも超獣死なず。怨念となって必ずや復讐せん！」と断末魔の叫びを上げて爆散する。
その言葉通り、爆散し地球へ降り注いだ巨大ヤプールの破片は後々も現れる超獣の元になり、マザロン人や女ヤプールなどの残党も登場し、復讐を成し遂げようと執念深くAを苦しめていくこととなる。
第52話でもこの姿の思念体で現れ、超獣たちを合体させてジャンボキングを生み出した。
- 声：高田裕史
- ヤプール人の存在はZAT以降の防衛チームにも認識されているが、巨大ヤプールは人類に目撃されないまま異次元で倒されるため、『ウルトラマンメビウス』のGUYSの保管するアーカイブドキュメントには記録されていない[31]。
- 『ウルトラマンタロウ』第40話では、回想シーンの35大怪獣・宇宙人の1体として登場。異名は「元凶異次元人」になっている。
- 映画『ウルトラマン物語』では、ウルトラの父がタロウに異次元での戦い方を教える時、Aと巨大ヤプールの戦いの映像を見せている。

### 『ウルトラマンタロウ』に登場する巨大ヤプール
『ウルトラマンタロウ』第29話「ベムスター復活！ タロウ絶体絶命！」、第30話「逆襲！ 怪獣軍団」に登場。
Aに倒された巨大ヤプールの細胞が人間に対する怨念の力から再結集し、復活した姿。ベムスター（改造）、サボテンダー（改造）、ベロクロン二世（改造）を従え、「ヤプール宇宙船」とも呼ばれる赤い宇宙船に乗って現われた。全人類を不幸にすることのみに執着する粘着質な性質。左手には杖を持っており、これによって赤・青・黄の球に乗せて部下の怪獣や超獣を送り込む。まず3匹中、最強であるベムスター（改造）を尖兵として地球に送り込み、ベムスター（改造）がZATとウルトラマンタロウに勝利したことに満足すると、ベムスター（改造）を撤収する。その後、再びベムスター（改造）を召喚するが、タロウに依存する子供たちの心を正そうとする青年の海野八郎やZATの活躍で危機に追い込まれ、海野を殺害するべくサボテンダー（改造）を召喚する。だが、再登場したタロウの活躍に遭ってベロクロン二世（改造）を投入するものの、ZATの攻撃で分断されて援護にはならず、最終的に怪獣軍団は全滅する。最後は、宇宙船で逃亡を図ったところをタロウにストリウム光線で爆砕される。
以上のように全編を通じて宇宙船からの指示・命令に徹しており、自ら戦う場面はない。
- 声：高田裕史[40]
- 頭部の角の形状や着ぐるみの色が異なるが、原典との明確な差別化を図るため、武器である杖が追加され、図面も起こされた[41]。
- 着ぐるみは『A』に使用されたものと同一だが、その後もアトラクションに使用されていたため、材質が劣化して形状が著しく崩れている[42][43]。頭部は新規に造形された[43]。
- オープニングテロップでは「異次元人 ヤプール」と表記。関連書籍では、名称を改造巨大ヤプール[出典 5]や巨大ヤプール（改造）[出典 6]と記載している。『ウルトラマン白書』では、名称を改造ヤプールとも記載している[48]。
- 当時の児童誌[要文献特定詳細情報]の裏設定では、ヤプールは「怪獣軍団」の幹部の1人であり、同時期に登場した他の復活怪獣（メフィラス星人〈二代目〉やエレキング）とともにタロウの抹殺に出撃したことが語られている。また、顔が以前より崩れていることについては、Aとの戦いでやられた顔を整形手術で直そうとしたが、失敗して醜い顔になったという理由がつけられている。以前と色や形状が違う頭頂部については、「金属を埋め込んだが、Aとの戦いで悪くなった頭は直らなかった」と説明されている（同じく記事中には、改造前を指して「前は頭もよくはたらいていた」との一文がある）。これらの設定は『ウルトラマン OFFICIAL DATA FILE』No.78でも解説されている[要ページ番号]。雑誌の記事では自信満々で出撃するヤプールの様子が描かれていたが、のちに敗北を見た怪獣軍団は「超獣などという古くさい物を使うのが間違っていた」と反省していた。
- 同じく裏設定や書籍[要文献特定詳細情報]では、ヤプールを改造してベムスター（改造）を与えたのはエンペラ星人ともされている[46]。のちの『ウルトラマンメビウス』でも、エンペラ星人がヤプールの復活に関与しているような描写が見られ、ヤプールもエンペラ星人の配下となっているほか、『ウルトラマン列伝』第21話でウルトラマンゼロが解説する、エンペラ星人が光の国を襲撃したウルトラ大戦争時に引き連れていた怪獣軍団の中には、新たに巨大ヤプールの姿が追加されている。

### 『ウルトラマンメビウス』に登場する巨大ヤプール
『ウルトラマンメビウス』第24話「復活のヤプール」、第42話「旧友の来訪」から第44話「エースの願い」、劇場版『ウルトラマンメビウス&ウルトラ兄弟』に登場。
ドキュメントTACとZATにデータが記録されている、かつて超獣を使って執念深くウルトラ兄弟（とくにウルトラマンA）を苦しめた異次元人。ウルトラ兄弟に滅ぼされたが、怨念体となって再び復活を遂げる。
『ウルトラマンメビウス&ウルトラ兄弟』
メビウスの地球派遣から20年前、ウルトラ兄弟の抹殺に失敗してなおもその怨念は尽きず、自身の怨念の集合体である究極超獣Uキラーザウルスを生み出して眼の部分に宿り、月面でウルトラ4兄弟と交戦する。敗れた後も強大なマイナスパワーを放ち続けており、復活を危惧したウルトラ4兄弟によってUキラーザウルスと共に地球の神戸沖海底へ封印される。
20年後、地球を侵略するために自身を復活させようと接触してきた宇宙人連合の精神を支配して利用し、復活を遂げる。20年の歳月でさらにパワーアップしたUキラーザウルス・ネオを使ってメビウスとウルトラ6兄弟を苦しめるが、メビウス・インフィニティーにUキラーザウルス・ネオを倒されて敗れ、再封印される。
テレビシリーズ第24話
前触れとして赤い雨を降らせて復活する。バキシムを使役する一方、メビウス=ヒビノ・ミライをテレパシーで挑発して周りの信用を失わせようと企むなど、かつて北斗星司=ウルトラマンAと戦っていた当時と同様の悪辣な手段や狡猾な策を用い、一族を滅ぼされた深い恨みを晴らすべく、メビウスやGUYSを倒そうと暗躍する。その後も強力な超獣を駆使していくが、第26話で対ヤプール用メテオール「ディメンショナル・ディゾルバー」によって異次元のゲートを半永久的に塞がれたことで三次元世界から遮断され、その野望も一度は潰えたかに見えた。
テレビシリーズ第42話 - 第44話
黒ずくめの男の姿に擬態し、再び暗躍を開始する。皇帝（エンペラ星人）に仕える暗黒四天王の「邪将」に就任しており、新参者の自分を軽視する他の四天王3人に対しては、「メビウスを倒して皇帝に地球を献上した後は、お前たちを超獣に改造して我が支配下に加えてやる」と息巻いている。
ガディバを使ってメビウスの戦闘データを収集してメビウスキラーを完成させると、メビウスを抹殺することには失敗したものの消耗したミライを異次元に拉致することには成功し、GUYSの仲間たちとの絆の力を封ずる策に移行する。同じく異次元に拉致した傲慢で自己中心的なジャーナリストのヒルカワ・ミツヒコを唆し、ミライに醜悪な言動を見せつけることによって彼の心を揺らがせ、人間の本性が救いようのないものであるとうそぶいて「我々の仲間になれ」と誘うが、なおも人間を見放そうとしないミライから拒否されると、自らの手でメビウスを抹殺しようと巨大化する。GUYSの仲間たちからの援護が受けられないメビウスを「一人では何も出来ない、無力なウルトラマン」と嘲り、物理的攻撃を遮断する念動力や鎌状の右腕からの破壊光線など、かつてAと交戦した際と同様の能力を用いて圧倒するが、ミライたちと同じく拉致していたジングウジ・アヤからの声援や、北斗＝Aからのテレパシーに励まされて再起してバーニングブレイブになったメビウスの猛攻を受け、最後はメビュームバーストで倒される。爆散する直前に皇帝と残る四天王3人の存在をメビウスに告げ、「破滅の未来で待っているぞ」と呪いの言葉を残し、異次元空間と共に消滅した。
- 声：玄田哲章
- スーツアクター：丸山貢治
- 当初はレギュラーの敵として登場させる予定があり、異次元でボガールとの戦争を経た後に劇場版とつなげる形で、劣勢となって助けを求めてくるという案もあった[63]。
- 着ぐるみは劇場版・テレビ版ともにアトラクション用のものの改造[64]。
- 劇場版では新デザインでの登場が検討され、酉澤安施によるラフデザインも描かれていた。このデザインは劇場版の超全集や『ウルトラマンメビウス アーカイブ・ドキュメント』などの書籍に掲載されている[65][66]。
- 劇場版とテレビシリーズ第24話と第44話の脚本を担当した長谷川圭一は、『A』でのヤプールの性質を陰湿な計画を練るものと力押しでくるものの2種類あると分析し、テレビシリーズでは前者、劇場版では後者の性質を強調している[67]。

### 『ウルトラマンメビウス外伝 ゴーストリバース』に登場する巨大ヤプール
『ウルトラマンメビウス外伝 ゴーストリバース』に登場。
暗黒四天王の邪将・巨大ヤプールがゴーストとして復活したもので、今回は復活させたメビウスキラーに憑依し、それを肉体とするメビウスキラー（G）として登場。メビウスキラーの肉体になったことで格闘能力が向上しており、巨大ヤプール時にはできなかった素早い動きによる格闘が可能となった。同じく復活した他の四天王と共に、ギガバトルナイザーを狙う。
『てれびくん』の漫画版ではカブトザキラーに化身しており、インペライザー軍団とともにタロウを攻撃して敗退した後、バキシマムや超獣軍団とともに再び現れ、巨大ヤプールの正体を現す。そのままウルトラ戦士たちを倒そうとするが、超獣軍団やバキシマムを倒されたうえ、自身もウルトラの父のウルトラアレイによる光を浴びせられて消え去る。
『テレビマガジン』版では超獣軍団を率いてウルトラ兄弟を襲撃するが、突如現れたメカザムによって作戦を妨害され、異次元へ退却する。
OV版ではテレビマガジン版同様、メビウスキラーに憑依した姿で登場。その肉体を生かした素早い格闘で、恨み重なるAとタロウを相手に渡り合う。他の四天王とともに一度はAとタロウを捕らえるが、ギガバトルナイザーで特殊なフィールドを消し去られ、2人を救出される。最後は因縁のあるAに1対1の戦いを挑み、メタリウム光線で倒される。
- 声：田中亮一
- 企画当初はそのまま巨大ヤプールとして登場する予定だったが、撮影当時に巨大ヤプールの着ぐるみがイベントで出払っていたため、憑依しているという設定でメビウスキラーが登場することになった[68]。

### 『ウルトラマンゼロ』に登場する巨大ヤプール
ウルトラマンゼロ関連のDVD作品のうち、『ウルティメイトフォースゼロ アナザースペースアドベンチャー』と『ウルトラマン ヒットソングヒストリー ニューヒーロー編』に登場。
『アナザースペースアドベンチャー』ではカイザーベリアルがウルトラマンゼロに倒されたことを知り、再び宇宙征服を開始する。壊滅したベリアル銀河帝国の怨念エネルギーに導かれて異世界宇宙（アナザースペース）に辿り着き、それを利用した幻影たちや、自身の超獣軍団を使ってウルティメイトフォースゼロを倒そうと企む。
テレビマガジン版では超獣軍団を倒されると、自らUキラーザウルスと合体してUキラーザウルス・ネオとなり、ウルティメイトフォースゼロを追い詰めるが、彼らの合体攻撃によって敗北する。
てれびくん版ではウルティメイトフォースゼロへの怨念を集めて生み出したゼロキラーザウルスを差し向けるが、彼らの合体技「ウルティメイトフォースゼロアタック」でゼロキラーザウルスが倒されると捨てゼリフを残して退却した。
本作以前にも、ヤプールはゼロが訪れる前のアナザースペースでベリアルと戦っている（後述の『ウルトラマンベリアル THE STAGE 超最強!ベリアル銀河帝国』）。
『ヒットソングヒストリー』では「ニューヒーロー編」に登場。パトロールを終えて光の国に帰還しようとしていたゼロを異次元空間へ引きずり込み、そこで倒そうとするが、ゼロの危機に駆け付けた平成ウルトラマンたち（ウルトラマンティガ、ウルトラマンダイナ、ウルトラマンガイア、ウルトラマンコスモス、ウルトラマンネクサス、ウルトラマンマックス、ウルトラマンメビウス）に阻まれる。今作では割れた空間から巨体を覗かせた姿で登場し、右手先端の小型の鎌を振るうほか、空間のあちこちから光弾を飛ばす技を使用する。言葉は喋らず終始不気味な笑い声を上げており、マックスからは「マイナスエネルギーの集合体」と称された。最後は力を振り絞ったゼロとメビウス（フェニックスブレイブ）の合体光線で貫かれて爆散し、空間ごと消滅した。
- 声：玄田哲章（『ヒットソングヒストリー』では『ウルトラマンメビウス』登場時の笑い声の音声を流用しているため、エンドロールにもクレジットされていない）

### 『ウルトラマンギンガS』に登場する巨大ヤプール（SD）
『ウルトラマンギンガS』第5話「仲間と悪魔」に登場。
最初はバキシムのスパークドールズ内に潜んでおり、アンドロイド・ワンゼロによりバキシムがモンスライブされると同時に、自身も覚醒する。「機械の分際で私の道具を許可なく使うとはいい度胸だ」とワンゼロを体外へ追い出し、彼女とその上司であるチブル星人エクセラー（SD）に「ギンガは自分が倒す」と宣言する。バキシム（SD）を強奪してその場から一度撤退させ、自身はUPGのゴウキ隊員に憑依すると、ライブベース内に侵入して彼の意識を乗っ取り、駆け付けた一般隊員を薙ぎ払う。また、ヒカルのことをストリウムブレスを装着していたことからギンガと見抜いて異次元バリアへ幽閉し、さらに一条寺ラボへも侵入して友也を襲うと、ウルトラマンビクトリー=ショウの存在を嗅ぎ付ける。即座にショウを襲撃するが、その場に居合わせて転倒してしまった妊婦・詩織の助けを求める姿にゴウキの意識が介入し、何度も妨害をかけるが結果的に肉体の支配を彼に譲ってしまうこととなり、詩織は無事に病院へ搬送される。またも人間の心の強さに負ける結果となり激昂し、バキシム（SD）を召喚して自身もゴウキを取り込んでの巨大化を強行、バキシム（SD）をビクトリーと戦わせるが、自身はウルトラマンタロウ（SD）の助けでバリアから脱出したヒカルがウルトライブしたギンガにゴウキを救出され、そのまま対決へ突入する。バキシム（SD）とビクトリーがそれぞれ合流すると2対2のタッグ戦となり、やがてビクトリーにバキシム（SD）が倒されると、形勢不利と見て撤退を判断するもビクトリーのパンチで阻止され、ギンガストリウムのメタリウム光線で倒された。
- スーツアクター：力丸佳大
- 声：玄田哲章
- 第5話は、初期プロットでは宇宙飛行士が宇宙生物に取り憑かれて怪物化するという『ウルトラマン』のジャミラを意識したストーリーであったものが、ヤプールに取り憑かれる話に変更された[72]。

#### 『ウルトラファイトビクトリー』に登場する巨大ヤプール
『ウルトラファイトビクトリー』に登場。
ビクトリーとギンガへの強い恨みを糧にして復活。ダークルギエルの死によってスパークドールズ化からも解放されたことで、ウルトラマンへの復讐としてビクトリウム・コアの力を使い、数万年の眠りから覚めようとしているジュダの復活を画策する。
手始めに、地底世界にアリブンタを送り込んでモニター越しにビクトリー最大の能力・ウルトランスを分析し、エースキラーをビクトリーキラーへ更新する。それに加え、ビクトリウム・コアの力を得るために等身大の姿でサクヤを襲撃すると、コアへのアクセスに必要なビクトリアンの水晶を奪って逃走し、コアの超高次元エネルギーを入手する。それと共に、事態の収束に動き出したギンガや宇宙警備隊のウルトラ戦士たちを妨害するため、惑星グアにベロクロン、バキシム、ドラゴリー、その衛星ゴルゴダにビクトリーキラーやルナチクスを差し向けるが、それらを倒されると「帝王の復活は間近だ」とビクトリーたちに告げて惑星グアに現れ、コアの超次元エネルギーを得たビクトリアンの水晶をジュダに与える。その後、超獣軍団と共に開始したウルトラ戦士たちとの戦闘では、より強い怨念で自身を強化していたためにギンガとビクトリーをたやすく追い詰めるが、ウルトラタッチでウルトラマンギンガビクトリーへ変身した彼らには終始圧倒され、ウルトラフュージョンシュートを喰らって敗北する。最後は、「帝王復活により全宇宙は終わりを告げる」と捨てゼリフを残して爆散しつつも自身の怨念をジュダの元へ送り、ついに彼をジュダ・スペクターとして強制復活させる。
- 声：玄田哲章
- 『新ウルトラマン列伝』（第92話）では、かつて因縁のあるゴウキから自分の宿敵と明言されていた。
- 本作品の後日譚にあたる『ウルトラマンX』（第12話）では、自身が放ったビクトリウム・コアの力によってジュダ・スペクターを復活させた影響で、その兄姉が同時に復活していた旨がショウから語られている。

### その他の作品に登場する巨大ヤプール
- 『ウルトラゾーン』第9話のアイキャッチでは、絶叫マシンに乗っている姿が描かれている[76]。
- CGショートムービー『大怪獣ラッシュ ウルトラフロンティア』では、ハンターステーションにいる宇宙人として複数の姿が確認できる。
- ファミコンソフト『ウルトラマン倶楽部3』では、単体型のヤプールと最終ボスとして合体ヤプールが登場する。体力は単体型は5000、合体ヤプールは10000。最初は9体の単体が5体に減り、それから巨大合体ヤプールとなる。
- 小説『ウルトラマンF』では、躁躁がブルトンを利用した装置によって作った別の宇宙とつながる通路を利用し、作中の地球へ侵入する。空の割れ目から現れてUキラーザウルスと一体化し、ウルトラマンの引き渡しを人類に要求する。

## ヤプール人の変身

### ヤプール老人
『ウルトラマンA』第23話「逆転！ ゾフィ只今参上」、第24話「見よ！ 真夜中の大変身」に登場。
不気味な歌と終末思想を多くの子供たちに吹き込んで異次元にさらい、異次元空間へ突入した北斗星司=Aを迷わせてAへと変身させないようにするが、ゾフィーによって南夕子を異次元空間へ送り届けられたために失敗する。巨大ヤプールが倒されると、ヤプール老人は海に消え、さらわれた子供たちも無事に地球へ帰還する。
この老人はマザロン人が化けたものとする資料もあり、実際に劇中でも巨大ヤプールが倒された後で海に飲み込まれた老人は、第24話冒頭で奇怪な歌を歌いながら樹海に浮いている。その後、火山に落ちてマザロン人の姿に代わり、最後はマザロン人の死と共に泡と化して消える。
- 演：大木正司
- 子供たちを洗脳する際に歌う「お前は神を信じなさい〜」という歌の原曲は、ハナ肇とクレージーキャッツの「学生節」である[25]。

### 異次元人 女ヤプール
『ウルトラマンA』第48話「ベロクロンの復讐」に登場。
Aに倒されたヤプール人の生き残り。Aへの復讐として、A＝北斗星司が虫歯の治療のために通った歯医者「Q歯科医院」の女医に化けた姿である。終始、人間体のままであり、ヤプール人としての正体は登場しない。
北斗の歯に痛み止めの薬を投与したついでにカプセルと偽り、ベロクロン二世の幻影を見せる幻覚発生器を取り付けて北斗を罠にはめる。その後、ベロクロン二世がAに倒された後に正体を知られ、仮面の姿で呪いの言葉とともに北斗に襲いかかるが、最後は拳銃で射殺され、死体は泡を放出しながら消滅する。女ヤプールが死亡すると同時にQ歯科医院も元から廃墟だったかのように、いつの間にか消えていた。
- 演：高毬子
- 書籍『ウルトラマン白書』では、名称を「ヤプール 娘」とも記載している[85]。

### 遊牧星人 サイモン星人
『ウルトラマンA』第52話「明日のエースは君だ！」に登場。
ヤプール人の残党がウルトラマンAに復讐するため、かつて自分たちが侵略したサイモン星人の子供に化けた姿である。「ヤプールから逃れるため」と称して攻撃を受けたふりをして宇宙船を不時着させて地球に降り立ち、子供たちにいじめられていたところをTACに保護される。弱い善良な宇宙人を装い、ヤプールに狙われているように見せかけて子供たちが自分を守るように仕向け、その裏ではジャンボキングを使役して地上を破壊していた。
能力はテレパシーと頭部からのショック光線。地球の言葉は喋らないが、テレパシーを使って北斗星司だけには正体を明かし、挑発する。その最終目的は、地球の子供たちから優しさを奪い、Aを地球上から抹殺することであった。サイモン星人が北斗に射殺される現場を目撃していた子供たちは失望し、ヤプールの目論見通り他者の善意に疑いを抱き始める。北斗は誤解を解くために子供たちの眼前で正体を明かし、Aに変身してジャンボキングを倒した後、「優しさを失わないでくれ」という願いを残して光の国への帰還を余儀なくされた。
- デザインは井口昭彦が担当した[11][87]。造形では細身のボディになっているほか、頭が大きくなり、左右で色が異なっていた眼球も白に統一されている[87]。
- 怪獣図鑑によっては「サイモン星人の子」[88]「サイモン星人の子供」[出典 14]「サイモン星人の子ども」[86]、あるいは「サイモン星人Jr」[要出典]と表記されている。
- 上記の通り地球の言葉を発しないので地球人にサイモン星人と名乗ったわけではないが、北斗を含むTAC隊員が姿からサイモン星人と特定し、ヤプールに滅ぼされた遊牧星人と解説している。本物のサイモン星人は劇中未登場。

### 黒ずくめの男
『ウルトラマンメビウス』第42話「旧友の来訪」、第43話「脅威のメビウスキラー」、第44話「エースの願い」に登場。
復活したヤプールが地球上で活動する際に化けた姿。その名の通りに黒ずくめの服装をしており、第43・44話では複数の風船を手に持っている。
- 演：清水紘治
- 演じた清水は、『ウルトラマンA』第4話でヤプールが利用した劇画作家・久里虫太郎も演じており、番組公式サイトや書籍では久里をモデルにしたと推測されている[90][91]。清水の起用は、『A』での出演のほか、第43話・第44話監督の小原直樹が清水が出演していた『超新星フラッシュマン』で助監督を務めていた縁もある[92]。

### その他のヤプールの変身
一角超獣 バキシム
『ウルトラマンA』第3話において人間体（少年の姿）で暗躍した際、「自分はヤプール人である」と発言している。

虚無僧
『A』第16話に登場。高井青年を牛神男に変身させた。
殺し屋超獣 バラバ
かつてエースに倒されたヤプール人の残留思念が、異次元を経てバラバの姿で『ウルトラマンZ』の作中世界にて実体化したもの。そのため、恨みを込めてエースの名を発言している。

## 漫画作品に登場するヤプール人
『かがやけ ウルトラの星』
巨大ヤプールが怪獣軍団の一員として登場し、四国侵略隊長として、ルナチクスやムルチなどの怪獣・超獣たちを暴れさせる。後に他の怪獣と合流してウルトラ兄弟と戦うが、ウルトラセブンのアイスラッガーを受けて倒される。
『決戦!ウルトラ兄弟』
ヤプール人が巨大ヤプールの姿で登場。自身そのものが異次元空間となっており、ティラノサウルスに変身してウルトラマンAを襲う。
松久壽仁の漫画版『ウルトラマンA』
テレビ版前半の姿で異次元世界からシルクハットの男性（正体は超獣アドルフキング）を生み出し、子供たちを誘拐させたり北斗と夕子を別々の異世界へ引き離してAへの変身を封じさせたりと暗躍する。
『ウルトラマン超闘士激伝』
大軍団を率いて侵略を開始し、超闘士タロウと壮絶な死闘を展開する。Aがテレビ版で倒したヤプールは、この作品では最下層の兵士だったと設定されている。
『酩酊!怪獣酒場』
怪獣酒場の客としてヤプール老人が登場する。大物音楽プロデューサーとして、CDデビューするサウンドギラーを連れて来店した。

## ゲーム作品に登場するヤプール人

### ヒーロー戦記 プロジェクト オリュンポス
『ヒーロー戦記 プロジェクト オリュンポス』では、最終ボス・アポロンの側近3人の1人として登場。配下のエースキラーやベムスターを送り込み、ダン（ウルトラセブン）と光太郎（ウルトラマンタロウ）を苦しめる。また、自殺した女性を自らの下僕として蘇らせてその運命を弄んだことにより、彼女に惹かれた光太郎の怒りを買う一幕がある。後にダンと和解して戦いから身を退いた「裏切り者」であるメフィラス星人を殺し、ダンに懐いていたバードンを奪った後にヘリオス要塞にも姿を現す。しかし、バードンは倒され、メフィラス星人の死とバードンを利用したことに激怒したセブンの猛攻に遭い、ヤプールも側近中唯一の死者となる。

### スーパーヒーロー作戦
『スーパーヒーロー作戦』では、メフィラス星人と共にオリジナル敵組織「ETF」の首領格として登場。仲間だったメフィラス星人を組織ごと見捨てるなど、ゲームきっての非道な人物として描かれている。

### PDウルトラマンバトルコレクション64
『PDウルトラマンバトルコレクション64』では、光線技を1つしか使用できず、フィールド上に登場する雑魚敵としての登場で（その中では強い部類に入るものの）、ボスキャラクターとしては登場しないなど、テレビシリーズでの存在感が反映されていない役回りとなっている。プレイヤーキャラクターとしても使用可能。打撃攻撃は、手の鎌による攻撃やキック技を多用する。

### ウルトラマン Fighting Evolution 0
『ウルトラマン Fighting Evolution 0』では、ウルトラ兄弟抹殺のためにバルタン星人、ナックル星人、ヒッポリト星人、テンペラー星人、ババルウ星人などを操る黒幕として登場。ヒッポリト星人の「ヒッポリトカプセル」を改造した能力転送カプセルで復活・強化させた怪獣や宇宙人たちを送り込むが、姿を現した際にウルトラ兄弟の光線（隠しストーリーではゾフィーの最大出力のM87光線）を浴び、瀕死状態になる（この時は等身大の姿で登場）。この後、Uキラーザウルスを最後の切り札として誕生させ、映画『ウルトラマンメビウス&ウルトラ兄弟』のストーリーにつながる。

### 大怪獣バトル ULTRA MONSTERS
『大怪獣バトル ULTRA MONSTERS』第6話「ヒッポリト星人の甘い罠」、第7話「宇宙の黒い影」、第9話「決戦！エースキラー」、NEO第5話「レイオニクス暗殺計画」、NEO第6話「執念のヤプール」に登場。
かつて全知全能の宇宙人であるレイブラッド星人に全滅寸前まで追い込まれたらしく、そのためにレイブラッド星人をひどく恐れており、復活を阻止するためにバトルナイザーを破壊しようとする。第6話でヒッポリト星人を倒した主人公たちの前に現れ、第7話ではバキシムを、第9話ではエースキラーとタイラントを送り込んで主人公たちを襲うが、バトルナイザーの怪獣によってことごとく倒され、退却する。
NEO第5話ではガッツ星人の実験惑星に連れて来られた主人公たちの前に現れ、第6話にて自らもついに巨大ヤプールの姿となり、バキシムとエースキラーを従えて主人公に戦いを挑むが、バトルナイザーの怪獣に倒される。
コミカライズ版の『大怪獣バトル ウルトラアドベンチャー』でも同様の役割で登場。また、『ウルトラギャラクシー大怪獣バトル』第12話でも、ヒッポリト星人と共にレイブラッド星人を恐れていたことがケイトのセリフで語られている。
ステータスはスピードにやや劣るがアタックが高く、ディフェンスやパワーも並以上である。必殺技は、右手から光線を連射する「ストレートショット」、敵の足元に炎を発火させる「ファイヤートラップ」、空間を歪めて敵を攻撃する「サイコインパクト」のほか、部下のエースキラーとのタッグ必殺技「キラーマリオネット」を持つ。NEO-GL第3弾では新必殺技として、敵を異次元空間に引きずり込み、右手から鎌状の光線をワームホール状のものへ向かって連射し、敵を四方八方から攻撃する「ワームブレイカー」が追加された。
- 声：玄田哲章
- 巨大ヤプールのポリゴンは、他の怪獣や宇宙人のものと異なり、着ぐるみの覗き穴が再現されている。
- 『NEO』第6話では、カネゴンに「ヤプール星人」と呼び間違えられたことに怒り、「ヤプール人だ」と訂正している。

## ライブステージに登場するヤプール人
『ウルトラマンフェスティバル'95』では、ザム星人の配下としてガッツ星人らと共に出現。
『ウルトラマンフェスティバル2004』では、等身大ヤプールが不完全な姿で登場。ゴーデス細胞を使って復活をもくろみ、ヒッポリト星人やバキシムなどを配下にウルトラ戦士たちと対決する。最終的には細胞を活性化させるピグモンを吸収してゴーデス細胞と融合し、超巨大なゴーデスの姿となるが、ウルトラ戦士たちに敗れる。
『ウルトラマンフェスティバル2006』では、巨大ヤプールが映像で登場。再び地球侵略を開始し始める。ベロクロンやバキシム、さらには強化改造でパワーアップさせたエースキラーなどを送り込み、ウルトラ兄弟全滅をたくらむ。
『ウルトラマンメビウス』の後日談にあたる『ウルトラマンプレミアステージ』では、暗黒エネルギーの影響で他の四天王共々復活。皇帝を復活させるため、ファントン星人の息子フォンタが持つ絵本「星空の涙」を狙う。フォンタを自身の怨念により作り出した灼熱地獄の空間で苦しめるなど、相変わらずの卑劣さを見せる。怪獣たちを率いてGUYSの面々にも襲いかかるが、最後は再びリュウと同化したウルトラマンヒカリとメビウスのタッグにより、「この怨み必ず晴らす」と断末魔を残して倒される。
ウルトラマンランドのライブステージでは、バルタン星人2人組やゴモラと組み、タロウ、A、ゾフィー、ミラーマンと作品の枠を超えて混戦し、黒い異形の姿で復活する。ミラーマンに取り押さえられ、AのスペースQで撃破される。
『ウルトラマンゼロ THE MOVIE 超決戦!ベリアル銀河帝国』の前日譚にあたる『ウルトラマンベリアル THE STAGE 超最強!ベリアル銀河帝国』では、アナザースペースを侵略しようとしたところで発見したウルトラマンベリアルを捕らえて超獣に改造して支配下に置こうと企み、ドラゴリー、ルナチクス、メビウスキラー、さらには自らの傘下に従えていたアイアロンとダークゴーネを送り込む。だが、ベリアルの強大な執念と力に惹かれて離反した2人に（これより前にベリアルに反撃されたダークゴーネを役立たずと見なしてもろとも倒そうとしたり、アイアロンを無理矢理超獣に改造しようとしたことも、離反につながる理由となっている）超獣を倒される。自身もベリアルに追い詰められ、手を組まないかと持ちかけるが、ベリアルが聞き入れるわけもなく、そのまま叩きのめされた末にデスシウム光線を受けて倒される。倒される際には『ウルトラマンA』の時と同じ断末魔を残している。

## ヤプールの配下一覧
詳細は、各作品の登場怪獣の項目か、リンクの貼ってある怪獣を参照。
『ウルトラマンA』
- ミサイル超獣 ベロクロン
- 古代超獣 カメレキング
- 一角超獣 バキシム
- 怪魚超獣 ガラン
- 地底エージェント ギロン人
- 大蟻超獣 アリブンタ
- 変身超獣 ブロッケン
- 蛾超獣 ドラゴリー
- 忍者超獣 ガマス
- 変身怪人 アンチラ星人
- 犀超獣 ザイゴン
- くの一超獣 ユニタング
- さぼてん超獣 サボテンダー
- 殺し屋超獣 バラバ
- 異次元超人 エースキラー
- 超人ロボット エースロボット
- 大蟹超獣 キングクラブ
- 牛神超獣 カウラ
- 大蛍超獣 ホタルンガ
- 鬼女
- 大鳩超獣 ブラックピジョン
- 河童超獣 キングガッパー
- 異次元エージェント アンドロイド
- 大蝉超獣 ゼミストラー
- 天女超獣 アプラサール
- 銀星人 宇宙仮面
- 凶悪超獣 ブラックサタン
- 異次元人 マザロン人
- 地獄超獣 マザリュース
- ミサイル超獣 ベロクロン二世
- 最強超獣 ジャンボキング

『ウルトラマンタロウ』
- 宇宙怪獣 改造ベムスター
- さぼてん超獣 改造サボテンダー
- ミサイル超獣 改造ベロクロン二世

『ウルトラマンメビウス』
ドラゴリーは『A』に登場したものが再生したもの、バキシム・ベロクロン・ルナチクスは別個体である。
- 究極超獣 Uキラーザウルス / 究極巨大超獣 Uキラーザウルス・ネオ（劇場版『ウルトラマンメビウス&ウルトラ兄弟』に登場）
- 一角超獣 バキシム
- 蛾超獣 ドラゴリー
- ミサイル超獣 ベロクロン
- 宇宙同化獣 ガディバ
- 異次元超人 メビウスキラー
- 満月超獣 ルナチクス

『ウルティメイトフォースゼロ アナザースペースアドベンチャー』
- 究極超獣 ゼロキラーザウルス

『ウルトラマンギンガS』
- 一角超獣 バキシム

『ウルトラファイトビクトリー』
- 大蟻超獣 アリブンタ
- 異次元超人 ビクトリーキラー
- 一角超獣 バキシム
- 蛾超獣 ドラゴリー
- ミサイル超獣 ベロクロン
- 満月超獣 ルナチクス

## その他のヤプールに関する事項
- 映画『パシフィック・リム』に登場するプリカーサー（先駆者）の「異次元に潜み怪獣を送り込む侵略者」という設定には、ヤプール人の影響が指摘されている[95]。